# Vexin

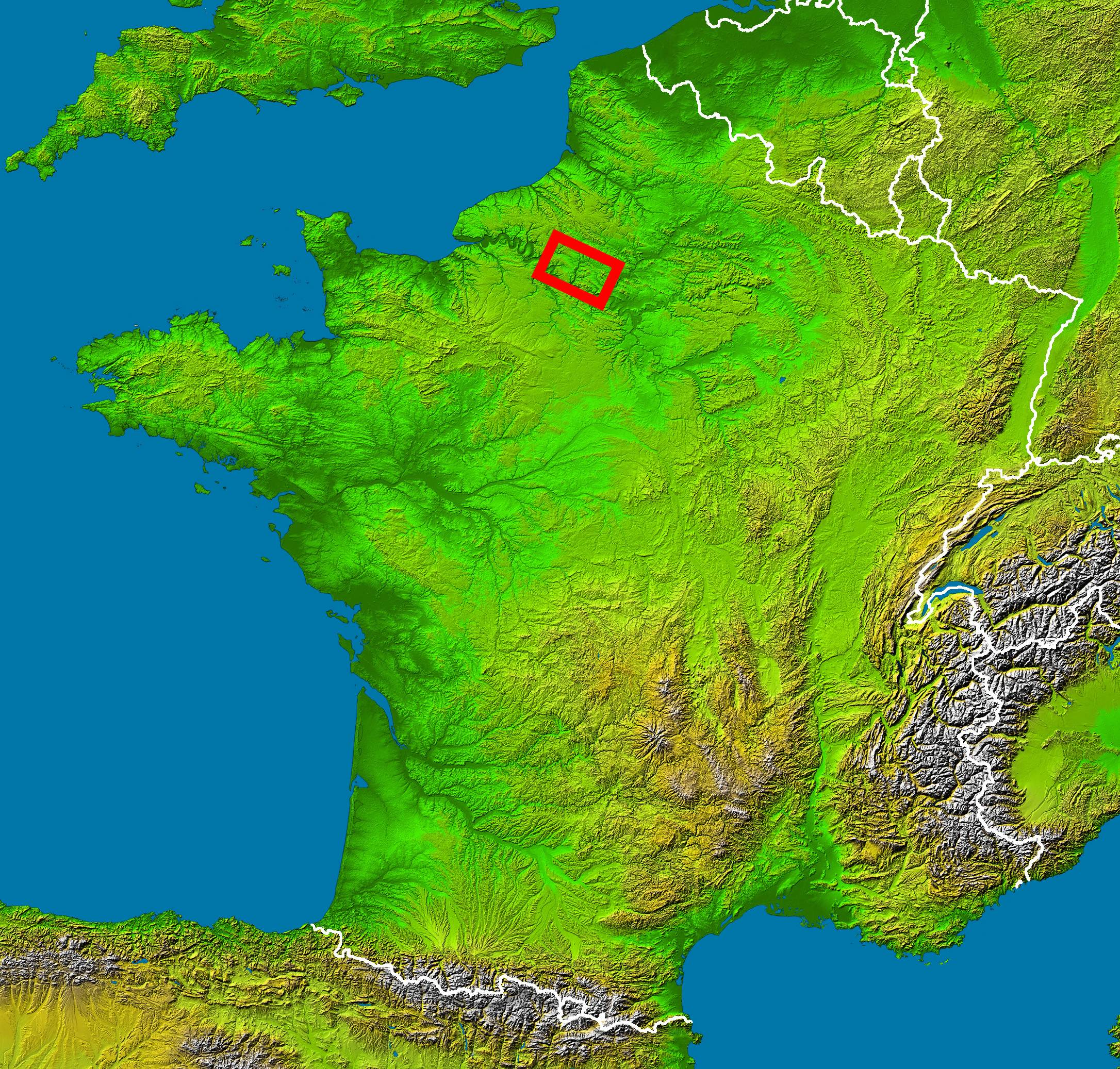
Położenie Vexin

Vexin – kraina historyczna w północno-wschodniej Francji, podzielona od X wieku na Vexin normański (Vexin normand) i Vexin francuski (Vexin français).

Herb Vexin

Terytorium które stało się znane później jako Vexin, nazwę nadało galijskie plemię Véliocasses, którego stolicą było Rouen. Vexin został później podniesiony do rangi hrabstwa. Normańska inkursja pod przywództwem Rolfa została powstrzymana traktatem z Saint-Clair-sur-Epte w 911, który usankcjonował istnienie nowego tworu politycznego – Księstwa Normandii – i ustalił jego granicę z Królestwem Francji wzdłuż rzeki Epte. Podzieliło to obszar Vexin na dwie części:
- Vexin normandzki, który stał się częścią Księstwa Normandii, a obecnie jest częścią francuskiego regionu Górna Normandia (Haute-Normandie).
- Vexin francuski, który pozostał częścią Île-de-France. Obecnie jest podzielony pomiędzy departamenty Dolina Oise i Yvelines.